# 짧은꼬리마카크
짧은꼬리마카크(Macaca arctoides)는 남아시아에서 발견되는 마카크의 일종이다. 곰마카크 또는 붉은얼굴원숭이로도 불린다. 주로 초식 생활을 하는 초식동물이며, 이들이 주로 먹는 먹이는 대부분 과일이다. 씨앗과 잎, 뿌리와 같은 여러 종류의 식물을 먹지만, 민물에 사는 게 그리고 개구리, 새알, 곤충 등을 사냥하기도 한다. 천적은 표범, 구름표범이다.

## 신체적 특징
짧은꼬리마카크는 몸에 가늘고 긴 암갈색 털이 덮여 있지만, 얼굴과 꼬리에는 털이 없으며, 꼬리 길이는 32mm와 69mm 사이다. 새끼는 태어날 때 흰색이고, 나이를 들어가면서 어두운 색깔을 띤다. 나이를 먹으면서, 이들의 밝은 연봉홍빛 또는 붉은빛의 얼굴은 갈색 또는 검은색에 가깝게 어두워지고, 상당수의 머리털이 빠진다. 수컷이 암컷보다 키가 커서 51.7–65 cm 사이고, 몸무게는 9.7-10.2 kg 사이인 반면에, 암컷의 키는 48.5-58.5cm이고 몸무게는 7.5-9.1kg이다. 생활 집단 내에서 우위를 점하기 위해 중요한, 수컷 짧은꼬리마카크의 송곳니는 암컷의 송곳니보다 더 길게 앞으로 나와 있다. 다른 모든 마카크 원숭이들과 같이, 이 종도 짧은 기간 동안에 많은 양의 먹이는 보관하기 위해 입에 볼주머니가 있다. 일본원숭이와 가장 가까운 원숭이로서 형태적으로도 비슷한 점이 많다. 사실 일본원숭이의 원조가 중국 대륙에서 빙하기에 일본 열도로 이주한 애들이라는 것을 생각해 보면 일리가 있을 것이다.

## 습성
일반적으로 아열대와 열대 지방의 넓은 잎의 상록수 숲에서 발견되며, 해당 지역의 강수량에 따라서 분포하는 지역의 고도가 다르다.